# Casino (film)
Casino (v anglickém originále Casino) je americké filmové drama z roku 1995. Režisérem filmu je Martin Scorsese. Hlavní role ve filmu ztvárnili Robert De Niro, Joe Pesci, Sharon Stone, James Woods a Frank Vincent.

## Ocenění
Sharon Stone za svou roli v tomto filmu získala Zlatý glóbus a byla nominována na Oscara. Martin Scorsese byl za režii k filmu nominován na Zlatý glóbus.

## Obsazení
| Robert De Niro  | Sam Rothstein    |
| Joe Pesci       | Nicholas Santoro |
| Sharon Stone    | Ginger McKenna   |
| James Woods     | Lester Diamond   |
| Frank Vincent   | Frankie Marino   |
| Don Rickles     | Billy Sherbert   |
| Pasquale Cajano | Remo Gaggi       |
| John Bloom      | Donald Ward      |
| L. Q. Jones     | Pat Webb         |
| Kevin Pollak    | Philip Green     |
| Alan King       | Andy Stone       |
| Bill Allison    | John Nance       |
| Philip Suriano  | Dominick Santoro |
| Frankie Avalon  | sám sebe         |